# Elatostema barbarufa
Elatostema barbarufa är en nässelväxtart som beskrevs av H. Winkl.. Elatostema barbarufa ingår i släktet Elatostema och familjen nässelväxter. Inga underarter finns listade i Catalogue of Life.